# Madame de Ludres
María Isabel de Ludres, conocida como Madame de Ludres o Isabelle de Ludres (Ludres, 1647 – Nancy, 28 de enero de 1726) fue una noble francesa, dama de honor, canonesa y una de las amantes de Luis XIV. 

## Biografía
Isabelle nació alrededor del año 1647, en Ludres. Sus padres fueron Jean de Ludres y de Claude de Salles. Estaba comprometida con el duque Carlos IV de Lorena, pero el compromiso se rompió cuando este se casó con Marie Louise de Aspremont en 1664. 
Se convirtió en dama de honor de la reina María Teresa en 1670 y de la duquesa Isabel Carlota del Palatinado en 1673. En 1675, comenzó una relación con Luis XIV. Luis deseaba que la relación fuera secreta y no tenía planes de hacerla su favorita, y cuando ella declaró abiertamente que iba a sustituir a Madame de Montespan, la relación con Luis terminó. Ludres abandonó la corte en 1678 y se trasladó a un convento en París. Con el tiempo aceptó una pensión real y se mudó de nuevo a Lorena.